# Liste du patrimoine culturel immatériel de l'humanité en Estonie
Cet article recense les pratiques inscrites au patrimoine culturel immatériel en Estonie.

## Statistiques
L'Estonie a ratifié la convention pour la sauvegarde du patrimoine culturel immatériel le 27 janvier 2006. La première pratique protégée est inscrite en 2008.
En 2024, l'Estonie compte 7 éléments inscrits au patrimoine culturel immatériel, 6 sur la liste représentative et un nécessitant une sauvegarde urgente.

## Listes

### Liste représentative
Les éléments suivants sont inscrits sur la liste représentative du patrimoine culturel immatériel de l'humanité :
| Élément | Type | Subdivision     | Année | Lien  | Notes                                   | Illus. |
| --- | --- | --------------- | ----- | ----- | --------------------------------------- | ------ |
| Les célébrations de chants et danses baltes | arts du spectacle |                 | 2008  | 00087 | Partagé avec la Lettonie et la Lituanie |        |
| L'espace culturel de Kihnu | traditions et expressions orales arts du spectacle pratiques sociales, rituels et événements festifs connaissances et pratiques concernant la nature et l’univers savoir-faire liés à l’artisanat traditionnel | Kihnu           | 2008  | 00042 |                                         |        |
| Le Leelo seto, tradition chorale polyphonique seto                                                                                               | arts du spectacle | Põlva, Võru     | 2009  | 00173 |                                         |        |
| La tradition du sauna à fumée en Võromaa | pratiques sociales, rituels et événements festifs | Põlva, Võru     | 2014  | 00951 |                                         |        |
| La préparation et la consommation du Mulgi puder (et), purée de pommes de terre traditionnelle à l'orge dans la région de Mulgimaa (en), Estonie | pratiques sociales, rituels et événements festifs | Valga, Viljandi | 2024  | 02081 |                                         |        |
| Le pysanka (uk), tradition et art ukrainiens de décorer des œufs (en)                                                                            | connaissances et pratiques concernant la nature et l'univers savoir-faire liés à l'artisanat traditionnel |                 | 2024  | 02134 | Partagé avec l'Ukraine                  |        |

### Patrimoine immatériel nécessitant une sauvegarde urgente
L'Estonie compte un élément listé sur la liste du patrimoine immatériel nécessitant une sauvegarde urgente :
| Élément                                                                                    | Type                                         | Subdivision | Année | Lien  | Notes | Illus. |
| ------------------------------------------------------------------------------------------ | -------------------------------------------- | ----------- | ----- | ----- | ----- | ------ |
| La construction et l'utilisation des pirogues monoxyles expansées dans la région de Soomaa | savoir-faire liés à l’artisanat traditionnel | Pärnu       | 2021  | 01680 |       |        |

### Registre des meilleures pratiques de sauvegarde
L'Estonie ne compte aucune pratique listée au registre des meilleures pratiques de sauvegarde.